# Paratada griseomarginalis
Paratada griseomarginalis là một loài bướm đêm trong họ Noctuidae.